# Скоморохова Гора (Псковская область)
Скоморохова Гора (или Ском Гора) — деревня в Ершовской волости Псковского района Псковской области России.
Расположена в 20 км к северу от центра города Пскова и в 20 км к северо-востоку от волостного центра деревни Ершово.
| 2001 | 2002 | 2010 |
| ---- | ---- | ---- |
| 9    | ↗12  | ↘5   |